# Mirabilis (Schiff)
Die Mirabilis ist ein Forschungsschiff des namibischen Ministeriums für Fischerei und Meeresressourcen.

## Geschichte

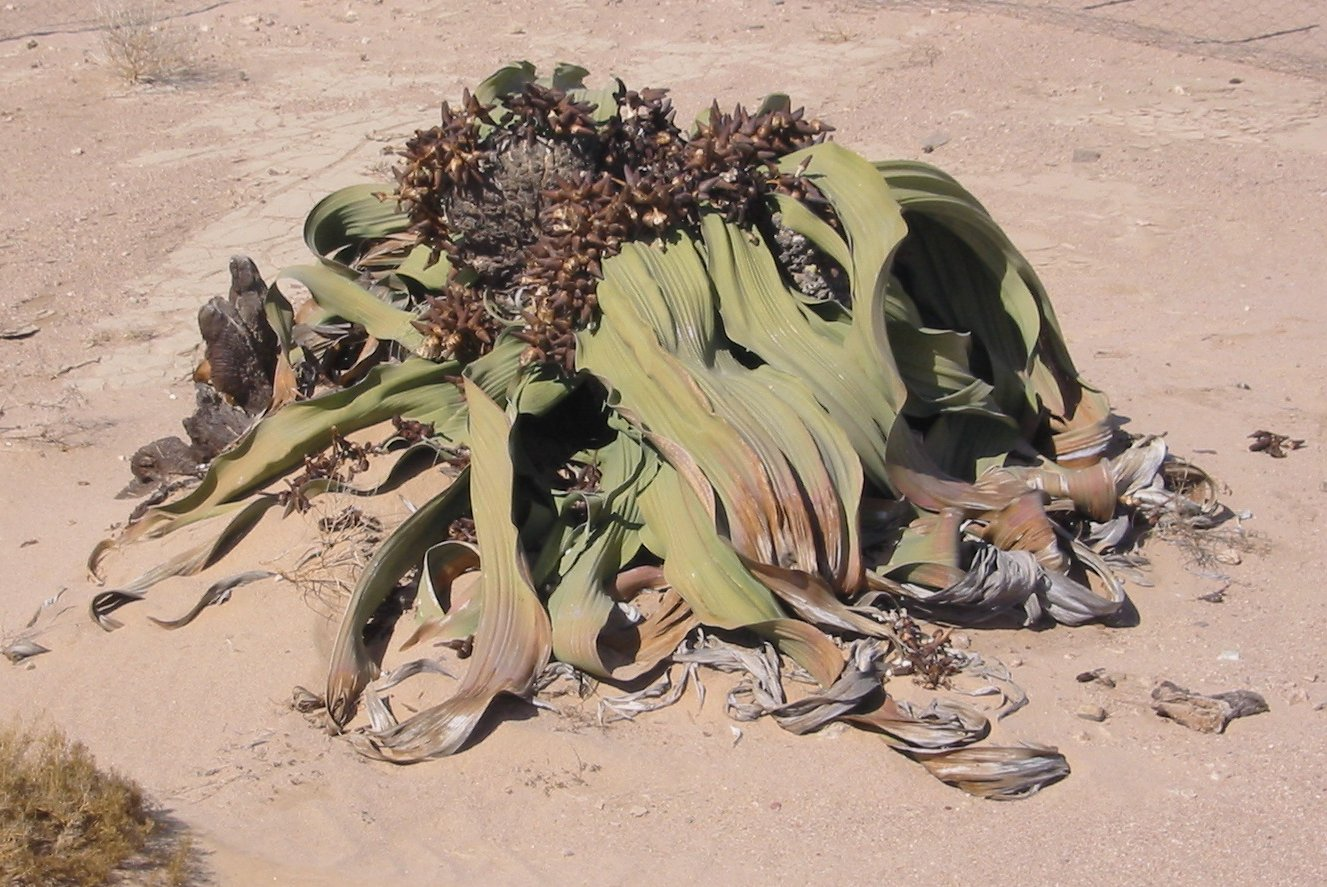
Namensgeber des Schiffes, die Welwitschia mirabilis

Das Schiff wurde unter der Baunummer 1378 auf der Werft STX Finland in Rauma gebaut. Der Bau des Schiffes begann im August 2011. Die Kiellegung fand im Dezember 2011, das Aufschwimmen am 3. April 2012 statt. Die Fertigstellung und Ablieferung erfolgte am 28. Juni 2012. Das Schiff wurde im Juli 2012 nach Namibia überführt und am 31. Juli 2012 in Dienst gestellt. Das Schiff ersetzte die Welwitchia, die Namibia im März 1994 von Japan geschenkt worden war und nicht mehr den Anforderungen entsprach. Es ist wie dieses nach der Welwitschia mirabilis benannt.
Die Baukosten beliefen sich auf rund 41,6 Mio. US-Dollar. Das finnische Außenministerium unterstützte den Bau durch ein zinsloses Darlehen in Höhe von rund 19 Mio. Euro.
Die Mirabilis wird für die Fischerei- und Meeresforschung sowie die Wetter- und Klimaforschung genutzt. Sie kann auch für die Fischereiaufsicht genutzt werden.

## Technische Daten und Ausstattung
Das Schiff wird von zwei Viertakt-Achtzylinder-Dieselmotoren des Herstellers Wärtsilä mit jeweils 1600 kW Leistung angetrieben. Die Motoren wirken auf zwei Verstellpropeller. Das Schiff ist mit einem Bugstrahlruder ausgestattet. Es verfügt über ein System zur dynamischen Positionierung.
Für die Stromversorgung an Bord stehen zwei von den Hauptmotoren mit jeweils 696 kW Leistung angetriebene Wellengeneratoren mit jeweils 870 kVA Scheinleistung sowie zwei von Dieselmotoren mit jeweils 489 kW Leistung angetriebene Generatoren mit jeweils 611 kVA Scheinleistung zur Verfügung. Weiterhin wurde ein von einem Dieselmotor mit 115 kW Leistung angetriebener Notgenerator mit 144 kVA Scheinleistung verbaut.
An Bord stehen mehrere Labore für Forschungsarbeiten zur Verfügung, darunter Labore zur Untersuchung von Wasserproben und der Biomasse, ein Chemielabor und ein Nasslabor. Das Schiff ist mit mehreren Echoloten und Sonaranlagen für die Forschung ausgerüstet.
An Bord ist Platz für 44 Personen (inklusive der Schiffsbesatzung).